# Cesarska Ves
Cesarska Ves – wieś w Chorwacji, w żupanii krapińsko-zagorskiej, w mieście Klanjec. W 2011 roku liczyła 14 mieszkańców.